# ياكوزا 0
ياكوزا 0 (بالإنجليزية: Yakuza 0)‏، ويسمى في النسخة اليابانية ريو غا غوتوكو 0 (باليابانية: 龍が如く0 誓いの場所) ، هي اللعبة الرئيسية لسلسلة ياكوزا ، أنتجت عام 2015م، ونشرت في اليابان شهر مارس.